# Хайкаль, Мухаммед Хусейн
Мухаммед Хусейн Хайкаль (Хайкал, Хейкаль, Хейкал, араб. محمد حسين هيكل‎; 20 августа 1888 — 8 декабря 1956) — египетский писатель-прозаик, журналист, политик и министр просвещения (1937—1944). Адвокат и экономист по образованию.

## Биография
Хейкаль родился в 1888 году в Кафр-Ганнаме (Мансура, Дакахлия). Получил степень бакалавра права в Каире в 1909 году и докторскую степень по политэкономии в Университете Сорбонны в Париже в 1912 году.
Во время учёбы в Париже он написал считающийся первым подлинным египетским (и арабским) романом «Зайнаб, или Картины сельской жизни и нравов Египта» (издан в 1914; переведён на русский в 1973). Хотя он написан в реалистической манере, но это лирическое, местами сентиментальное произведение, построенное по европейским образцам, проникнутое сочувствием к феллахам и содержащее протест против их бесправия.
Возвратившись в Египет, занимался адвокатской, политической и преподавательской деятельностью. 10 лет проработал юристом, затем журналистом. Со второй половины 1910-х годов разрабатывал концепцию египетской исключительности, однако позднее перешёл на позиции традиционного ислама, что совпало с упадком интереса Хайкаля к науке и западной цивилизации.
С 1922 года стал одним из лидеров Партии либералов-конституционалистов; в 1922—1933 годах возглавлял издание её газеты «Ас-Сийаса» (в качестве главреда); а в 1943—1952 годах — саму эту этой партию (в качестве председателя).
В 1937 году он был назначен государственным министром Министерства внутренних дел во втором правительстве Мухаммада Махмуда-паши. Затем в 1937—1944 годах был министром просвещения, проведя ряд реформ, включая децентрализацию, создание образовательных зон и большую национальную ориентацию учебных программ. В 1945—1950 годах — государственный министр и председатель Сената. На него большое влияние оказали всеобъемлющие реформы Мохаммада Абдо, Ахмада Лютфи эль-Сайеда и Касима Амина. Одним из его протеже был историк Хусейн Фаузи ан-Наджар.
Автор биографических произведений о героях раннего ислама, в том числе популярной в мусульманском мире «Жизни Мухаммеда» (1929). Литературно-критические статьи автора вошли в сборник «Революция в литературе» (1950), популярные очерки о писателях Востока и Запада — в книгу «Переводы из (произведений) писателей египетских и европейских». Дневники Хейкаля «Воспоминания о египетской политике» были изданы в двух томах в 1951—1953 годах и считались ценным источником по истории Египта XX века. В центре романа «Так она создана» (1955), где «духовность Востока» противопоставляется «меркантилизму Европы» — проблема семейно-правового положения египетской женщины того времени.
Хайкал — отец семерых детей: доктора Атейи, Тахеи, доктора Хусейна, Хедейи, Бахиги, доктора Файзы Хайкала и Ахмада. Доктор Файза преподает египтологию в Американском университете в Каире. 

## Русский перевод
- Хайкал, Мухаммед Хусейн. Зейнаб. Картины сельской жизни и нравов Египта. Л.: Художественная литература, 1973.